# Episodi di Que Talento! (seconda stagione)
La seconda stagione del telefilm Que Talento! è andata in onda in Brasile dal 2 gennaio 2015 al 12 giugno 2015 sul canale Disney Channel.
In Italia la serie è andata in onda dal 10 luglio 2017 al 16 luglio 2017 su Rai Gulp.
| nº | n° tot | Titolo originale                  | Titolo italiano | Titolo TV USA    | Prima TV Italia |
| -- | ------ | --------------------------------- | --------------- | ---------------- | --------------- |
| 1  | 15     | Shows e Vitórias                  | Episodio ??     | 2 gennaio 2015   | 10 luglio 2017  |
| 2  | 16     | A Maquina Maluca!                 | Episodio ??     | 7 gennaio 2015   | 11 luglio 2017  |
| 3  | 17     | Barulho Vende Tudo?               | Episodio ??     | 17 gennaio 2015  | 11 luglio 2017  |
| 4  | 18     | Torta Kara-Okê!                   | Episodio ??     | 27 gennaio 2015  | 12 luglio 2017  |
| 5  | 19     | A Demo do College                 | Episodio ??     | 20 febbraio 2015 | 12 luglio 2017  |
| 6  | 20     | A Cena do Talento!                | Episodio ??     | 21 febbraio 2015 | 13 luglio 2017  |
| 7  | 21     | O Verdadeiro Dono do Cai-Não-Cai! | Episodio 22     | 27 maggio 2015   | 13 luglio 2017  |
| 8  | 22     | O Pente!                          | Episodio ??     | 28 maggio 2015   | 14 luglio 2017  |
| 9  | 23     | Concurso de Fotografia Big Bang!  | Episodio ??     | 4 giugno 2015    | 14 luglio 2017  |
| 10 | 24     | A Vingança do Gelzinho?           | Episodio ??     | 5 giugno 2015    | 15 luglio 2017  |
| 11 | 25     | Trocas de Personalidades!         | Episodio ??     | 11 giugno 2015   | 15 luglio 2017  |
| 12 | 26     | O Concurso!                       | Episodio ??     | 12 giugno 2015   | 16 luglio 2017  |